# Alex Attwood
Alex Attwood (Belfast, 26 aprile 1959) è un politico britannico, che ha servito come ministro dell'ambiente nell'esecutivo dell'Irlanda del Nord. È membro del Partito Social Democratico e Laburista e precedentemente ha rappresentato West Belfast nell'Assemblea dell'Irlanda del Nord.

## Biografia
Formatosi alla Queen's University Belfast, dove è stato presidente della Students Union, è diventato in seguito un avvocato praticante. Attwood è stato membro del Consiglio comunale di Belfast per Upper Falls, West Belfast dal 1985 al 2001. È un ex leader del Gruppo SDLP del Consiglio comunale di Belfast. Nel 1996 è stato candidato senza successo alle elezioni del Forum dell'Irlanda del Nord a West Belfast. Nel 1997, ha partecipato ai negoziati per il primo sindaco nazionalista di Belfast, non essendo riuscito a ottenere la propria nomina per la carica all'interno del suo gruppo politico.
Nel 1997, è stato nominato da John Hume al Forum di Dublino per la pace e la riconciliazione. Attwood è stato un membro del SDLP Talks Team, svolgendo un ruolo chiave di negoziazione su questioni di polizia, diritti umani e giustizia. È stato eletto all'Assemblea dell'Irlanda del Nord nel giugno 1998. Attwood è il portavoce dell'SDLP per la polizia e ha svolto un ruolo chiave nei negoziati sul Policing Bill. È stato nominato membro del Consiglio di polizia dell'Irlanda del Nord nel settembre 2001.
Nel maggio 2010 è succeduto a Margaret Ritchie come ministro per lo sviluppo sociale. Nel maggio 2011 è stato nominato ministro dell'ambiente, succedendo a Edwin Poots. Come ministro dell'ambiente, ha affrontato una certa opposizione quando ha cercato di aprire due parchi nazionali in Irlanda del Nord scontrandosi con l'Ulster Farmer Union. Il presidente dell'UFU, Harry Sinclair, ha dichiarato: "Abbiamo costantemente sottolineato che ci sono preoccupazioni autentiche e profonde da parte dei nostri membri in una gamma molto ampia di questioni, in particolare sulle aree della burocrazia, ulteriori restrizioni, governance, accesso, responsabilità, e l'impatto sulla struttura sociale di queste aree. Questi problemi molto reali rimangono chiaramente".